# 五智院 (小千谷市)
五智院 (ごちいん) は新潟県小千谷市元町にある寺院。山号は龍久山。宗派は真言宗智山派。

## 概要
新潟県小千谷市元町14番地7号にある寺院。今の中玄関は、小千谷陣屋の表玄関を移築したもの。五智院は国分尼寺だったという説もある (『越後野史』)。今の小千谷小学校の開校当初は五智院を借りて授業をしていた。

## 歴史

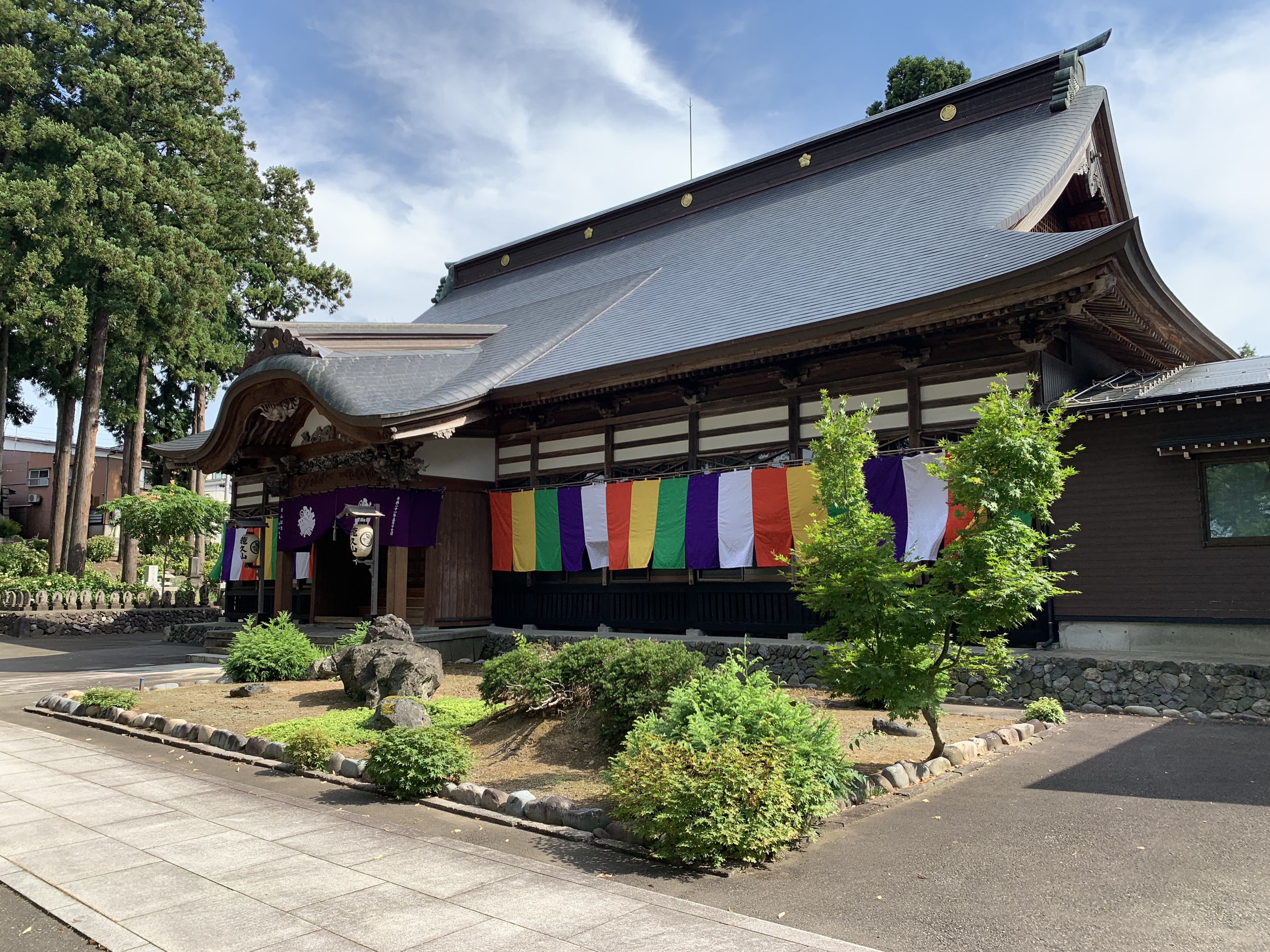
五智院の本堂

707年、泰澄によって同市山寺に創建されたといわれている。創建当初は天台宗だった。1438年、兵火にあった。1564年、兵火にあった時、僧唱慶 (又は唱応) が今の場所 (元町) へ移された。そして、周辺は門前町として栄え、本町通りができるまでこの周辺が小千谷の中心になっていた。16世紀の上杉遺民一揆では、この寺の僧の海龍が大将となって戦ったという。江戸時代には、徳川家光のときから将軍家より朱印地が与えられ、十万石の格式が許された。明治元年、今の小千谷小学校が五智院を借りて開校する。

## アクセス
信濃川左岸の市街地に立地する。
- 越後交通「本町中央」バス停（国道291号本町通り沿い）より南へ徒歩約10分。
- JR上越線小千谷駅より西へ約2 km、徒歩約35分。

## 周辺
- 船岡山・船岡公園
- 慈眼寺